# Högne
Högne (fl. VII secolo) è un re dell'Östergötland, un re dei Geati, descritto nella mitologia norrena.

## Heimskringla
Snorri Sturluson scrisse che fu il re dell'Östergötland, e che ebbe un figlio di nome Hildur ed una figlia di nome Hilda la quale finì in sposa a Granmar, il re del Södermanland. Quando Ingjald, il cattivo re, uccise molti dei re minori di Svezia, Högne e Granmar riuscirono a difendere i propri regni. Secondo Snorri, Högne ed il figlio Hildur compirono numerose razzie nelle provincie svedesi uccidendo molti uomini di Ingjald, ed Högne riuscì a governare il suo popolo fino alla propria morte.

## Saga dei Völsungar
I re Högne e Granmar apparvero anche nella saga dei Völsungar, dove Högne ebbe due figli di nome Bragi e Dag, ed una figlia di nome Sigrun che venne promessa in moglie al figlio di Granmar, Hothbrodd. Sigrun aveva un corteggiatore, Helgi Hundingsbane, che attaccò Granmar. Helgi uccise Högne, Bragi, Dag ed i figli di Granmar: Hothbrodd, Gudmund e Starkad.